# Lakis Papaioannou
Apostolos Papaioannou, detto Lakis (in greco: Απόστολος "Λάκης" Παπαϊωάννου; Katerini, 5 ottobre 1956), è un ex calciatore greco, di ruolo centrocampista.

## Carriera

### Club
Cresciuto nelle giovanili dell'AO Katerinis e del Pierikos, debuttò nella prima squadra di quest'ultima nel 1973 nel campionato di Beta Ethniki (la Serie B greca). Nella stagione 1974-1975 contribuì alla promozione del Pierikos in Alpha Ethniki, rimanendo nella squadra della sua città natale fino al 1979, quando venne retrocessa d'ufficio in Gamma Ethniki per un caso di corruzione. Passò quindi all'Iraklis di Salonicco, con cui militò fino al 1986, quando venne ingaggiato dai rivali cittadini del PAOK. Nel 1988 si trasferì al PAS Giannina, per poi concludere la carriera con l'APS Patrai, ritirandosi nel 1992.

### Nazionale
Tra il 1977 e il 1987 ha totalizzato 38 presenze e 2 gol con la nazionale greca, con cui ha debuttato il 21 settembre 1977, entrando come sostituto nel secondo tempo di un'amichevole contro la Romania, persa per 6-1.

### Dopo il ritiro
Dopo essersi ritirato, divenne un osservatore calcistico, collaborando per la scuola calcistica dell'Arsenal a  Loutraki.

## Vita privata
È sposato con la cantante Konstantina Tarantzopoulou, meglio nota come Dina Papaioannou. Sua figlia, Eleana Papaioannou, è anch'essa una cantante.